# Lahar
|  | Per a altres significats, vegeu «Lahar (desambiguació)». |

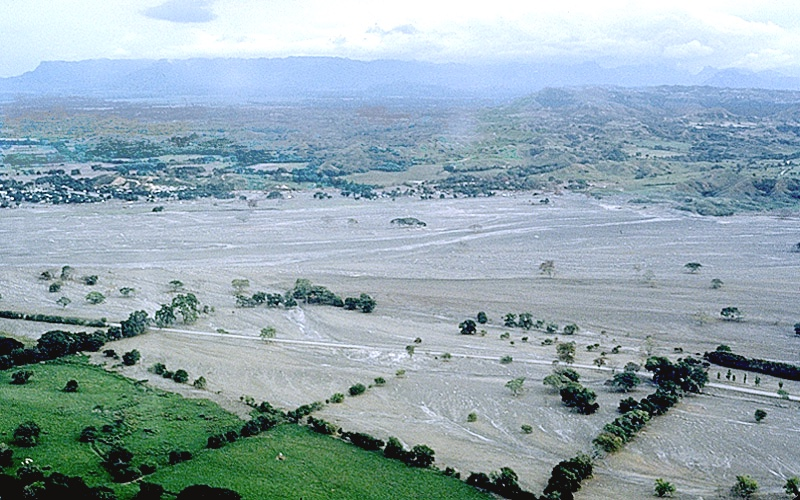
El lahar de l'erupció de 1985 del Nevado del Ruiz que destruí la ciutat d'Armero a Colòmbia.

Un lahar és un tipus de colada de fang o esllavissada que flueix pels vessants d'un volcà. És una mescla de material piroclàstic (acumulacions de material volcànic alliberats pel volcà), i aigua (sovint desfeta per una erupció del mateix volcà) que flueix al llarg d'una vall fluvial. El terme "lahar" prové del javanès, idioma d'Indonèsia. Els lahars es poden descriure com fluxos de fangs volcànics. No han de ser necessàriament provocats per l'activitat volcànica, però com a mínim s'origina a partir d'algun tipus de vulcanisme.
Els lahars tenen la consistència del formigó, comportant-se com un fluid quan es mou, i com a sòlid quan s'atura. Els lahars poden ser enormes: el lahar Osceola produït fa 5.600 anys pel Mount Rainier a l'Estat de Washington produí una paret de fang de 140 metres de profunditat al canyó de White River i cobrí una àrea d'uns 330 km² corresponent a 2,3 km³ de material.
Els lahars són mortals a causa de la seva energia i velocitat. Els lahars grans poden fluir fins a 100 km/h i poden fluir durant 300 km, provocant destrucció catastròfica al seu pas.
Els lahars de l'erupció de Nevado del Ruiz a Colòmbia el 1985 causaren la tragèdia d'Armero, que matà vora 23.000 persones quan la ciutat d'Armero fou enterrada sota 5m de fang i runa.
També el desastre de Tangiwai a Nova Zelanda el 1953, on moriren 151 persones després que un tren exprés caigués al riu Whangaehu, de 24 de desembre va ser provocat per un lahar.

## Causes
Els lahars són deguts a diverses causes:
- La neu i les glaceres es poden desglaçar per la calor de la lava o un flux piroclàstic durant una erupció volcànica
- Una inundació provocada per una glacera, trencament de llac, o precipitacions fortes poden formar un lahar, o un jökulhlaup.
- Aigua des d'un llac de cràter, combinat amb material volcànic en una erupció.

Particularment, encara que els lahars estan associats típicament amb els efectes d'activitat volcànica, aquests poden ocórrer fins i tot sense cap activitat volcànica actual, mentre les condicions estiguin bé per provocar l'esfondrament i moviment de fang que s'origina d'existir dipòsits de cendres volcàniques.

## Llocs de risc

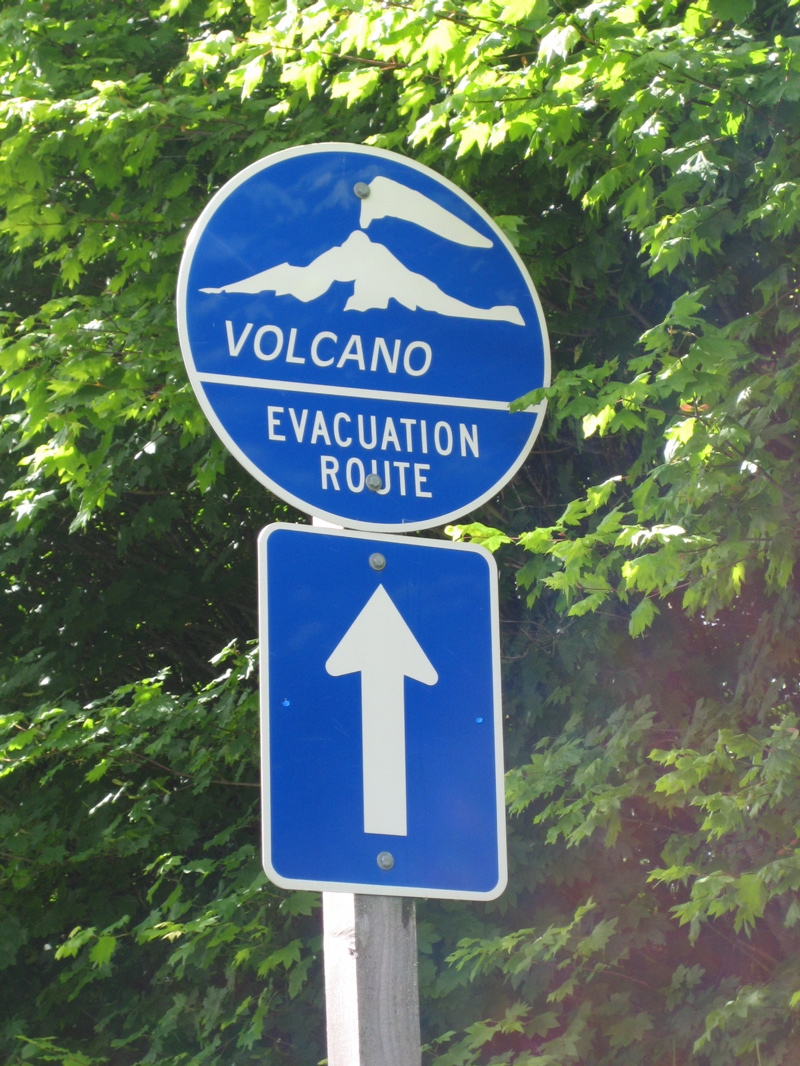
Senyal de ruta d'evacuació en cas d'erupció volcànica o lahar.

Diverses muntanyes al món, incloent-hi el Mount Rainier als EUA, el mont Ruapehu a Nova Zelanda, i el Galunggung a Indonèsia, es consideren especialment perillosos a causa del risc de lahars. Unes quantes ciutats a la vall de riu Puyallup a l'estat de Washington, incloent-hi Orting, foren construïdes sobre dipòsits de lahar que tenen una edat de 500 anys. Es pronostica que lahars flueixen periòdicament cada 500-1.000 anys, així l'Orting, Sumner, Puyallup, Fife, i el port de Tacoma afronten un risc considerable.
El Servei Geològic dels EUA (United States Geological Survey, USGS) ha instal·lat sirenes d'avís de lahar al Comtat de Pierce, de manera que la gent pugui estar previnguda ràpidament de l'arribada possible d'un flux piroclàstic.
El New Zealand Department of Conservation instal·là al Mont Ruapehu un sistema d'avís de lahars que s'ha demostrat com un èxit després que reeixidament alertés les autoritats d'un lahar imminent el 18 de març de 2007.
L'erupció de 1991 del Mont Pinatubo també provocà lahars, amb l'afegit que en aquell moment també hi havia el pas d'un fort tifó sobre les Filipines que ocasionà un torrent de cendra volcànica i aigua avall els rius que envolten el volcà. El lahar fou provocat per la mescla de cendra dipositada pel Pinatubo que havia començat l'erupció el dia abans de l'arribada del tifó. Encara que l'erupció matà només 6 persones, el lahar provocat arribà a causar 1.500 morts. El 1985, el volcà Nevado del Ruiz feia erupció, alliberant grans lahars. Aquests fluxos de lahar arribaren a la ciutat d'Armero dues hores després de l'erupció, que enterrà la ciutat i la mort del tres de cada quatre ciutadans, unes dades estimades de 23.000 persones.